# The Best of Pop
The Best of Pop is een wekelĳks Nederlands televisieprogramma van omroep NTR over muziek en achtergronden van de desbetreffende artiesten. De presentatie wordt gedaan door Diederik Ebbinge met radio-dj Angelique Houtveen als muziekkenner. In elke aflevering wordt er een artiest of band uitgelicht, waar ook drie gastartiesten komen spreken over hun kĳk op deze uitgelichte artiest of band.

## Format
De aflevering begint met Ebbinge die de uitgelichte artiest of band introduceert en de band in de studio speelt een covernummer van deze artiest. Houtveen vertelt achtergrondverhalen over deze artiest. De drie gastartiesten vertellen ieder hun kijk op deze artiest en diens muziek en performen ook een nummer. Het aanwezige publiek neemt deel aan een quiz waar Ebbinge vragen stelt en het publiek mag daarop antwoorden met gekleurde biervilten. Een aantal mensen uit het publiek delen ook hun verhalen over de muzikant.

## Afleveringen
| Aflevering | Uitzenddatum               | Artiest        | Gastartiesten                                        | Kijkcijfers (gem/tot) |
| ---------- | -------------------------- | -------------- | ---------------------------------------------------- | --------------------- |
| 1          | donderdag 6 februari 2025  | Tina Turner    | Leona Philippo, My Baby & Berget Lewis               | 575.000/1.378.000     |
| 2          | donderdag 13 februari 2025 | Elvis Presley  | Hadewych Minis, Dennis van Aarssen & Eric Corton     |                       |
| 3          | donderdag 20 februari 2025 | Doe Maar       | Jack Poels, Lakshmi & 3JS                            |                       |
| 4          | donderdag 27 februari 2025 | George Michael | Steffen Morrison, Tommie Christiaan & Jeangu Macrooy |                       |
| 5          | donderdag 6 maart 2025     | Taylor Swift   | Marlijn Weerdenburg, Hendrik Jan Bökkers & Blaudzun  | 422.000/1.126.000     |
| 6          | donderdag 13 maart 2025    | Madonna        | Anneke van Giersbergen, Yori Swart & The Jordan      | 389.000/999.000       |
| 7          | donderdag 20 maart 2025    | Stevie Wonder  | Ruben Hein, Sven Hammond, Shary-An & Glen Faria      | 315.000/792.000       |

## Studio
De opnames vonden plaats in Club Hart in Amsterdam. In de studio bevindt zich een bar waar Houtveen achterstaat als muziekkenner. Een podium is er waar de gastartiesten hun interpretaties van een nummer van de desbetreffende artiest van de aflevering kunnen uitvoeren. Ebbinge staat en loopt door de studio. De studio is gevuld met staand publiek. 